# Karl von Offermann (Textilunternehmer, 1850)
Karl Freiherr von Offermann (* 8. Jänner 1850 in Brünn, Mähren; † 30. Juni 1908 in Baden, Niederösterreich) war ein österreichischer Jurist und Textilunternehmer.

## Biografie
Karl von Offermann war ein Sohn des Brünner Textilfabrikanten Karl von Offermann. Seine Brüder sind Alfred und Edwin von Offermann, sein Onkel ist Theodor von Offermann. 
Karl von Offermann studierte ab 1868 Rechtswissenschaften an der Universität Wien und 1869–1870, wie auch später sein Bruder Alfred, an der Universität Zürich und promovierte in Wien zum Dr. jur. Er trat zunächst in den Staatsdienst ein, schied aber bald wieder aus und eröffnete 1885 in Brünn eine Anwaltskanzlei, die er bis 1902 führte. 
1874 wurde sein Vater in den Freiherrenstand erhoben, womit auch er selbst diesen Titel erhielt. 
Nach dem Tode des Vaters trat Offermann 1894 neben seiner Tätigkeit als mährisch-schlesischer Landesadvokat auch in die Geschäftsleitung des Familienunternehmens "Militär- und Feintuch-Fabrik Joh. Heinr. Offermann" ein. Die Brünner Tuchfabrik war im Jahre 1901 mit 200 mechanischen Webstühlen ausgestattet und hatte 504 Beschäftigte. Offermann verstärkte die von seinem Vater eingeleitete Exportorientierung des Unternehmens und richtete zudem noch mehrere Konfektionsschneidereien ein. 
Zum Ende des 19. Jahrhunderts engagierte sich Offermann beim Bau von Eisenbahnen in Mähren. Er war u. a. 1894 Mitbegründer und Gesellschafter der Auspitzer Lokalbahngesellschaft und zwei Jahre später der Lokalbahn Saitz–Czeicz–Göding. Seit März 1903 gehörte Offermann als Vertreter der Handels- und Gewerbekammer Brünn dem Abgeordnetenhaus des Österreichischen  Reichsrat an und trat der Fraktion der deutschen Fortschrittspartei bei, legte das Mandat aber bereits im Dezember 1904 wegen Differenzen über die Stellung der Partei zur Regierung zurück. 
Für seine Verdienste verlieh ihm die Stadt Mährisch Ostrau die Ehrenbürgerschaft.
Seine Nachkommen zeigten wenig Interesse an der Übernahme der Verantwortung für das Unternehmen und übertrugen die Leitung dem Mitgesellschafter Isidor Butschowitzer. Die geringe Investitionsbereitschaft der Gesellschafter führte in den 1920er Jahren zum Niedergang des Unternehmens, das 1928 in Konkurs ging.